# Heinkel HD 39
L'Heinkel HD 39 fu un aereo da trasporto monomotore biplano sviluppato dall'azienda aeronautica tedesca Ernst Heinkel Flugzeugwerke negli anni venti del XX secolo.
Commissionato dal quotidiano berlinese B.Z., l'aereo era un convenzionale sesquiplano con singolo montante interalare per ciascuna ala. Aveva apertura alare ad arco e ali di pari dimensioni, la fusoliera quasi riempiva l'altezza tra le due ali. Il pilota sedeva in un pozzetto aperto e il carrello era fisso con pattino di coda. L'unico esemplare venne costruito dopo che Ernst Heinkel ebbe scoperto per caso che la BZ aveva richiesto e ordinato due macchine alla Albatros. Heinkel convinse l'editore Ullstein-Verlag all'acquisto di un terzo aeromobile dalla sua ditta.
La progettazione si basava sull'aereo postale Heinkel HD 27 e aveva un vano di carico appositamente progettato per portare fasci di giornali da 50 kg. I 10 compartimenti separati nel vano di carico potevano essere aperti singolarmente in volo per lanciare i giornali in quei luoghi dove la HD 39 non poteva atterrare.
L'HD 39 è entrato in servizio a fianco dei due Albatros L 72 nel mese di aprile 1926 e rimase in servizio fino al 1931 quando la distribuzione di BZ per via aerea venne rilevata da Deutsche Luft Hansa.